# Associazione Calcio Savigliano 1942-1943
Questa voce raccoglie le informazioni riguardanti l'Associazione Calcio Savigliano nelle competizioni ufficiali della stagione 1942-1943.

## Rosa
| N. |                   | Ruolo | Calciatore          |
| -- | ----------------- | ----- | ------------------- |
|    | Italia (bandiera) | C     | F. Benedetto        |
|    | Italia (bandiera) | C     | Antonio Berardo     |
|    | Italia (bandiera) | A     | Flaminio Bolognino  |
|    | Italia (bandiera) | A     | Giuseppe Bortoletto |
|    | Italia (bandiera) | D     | D. Braghieri        |
|    | Italia (bandiera) | P     | R. Castagna         |
|    | Italia (bandiera) | A     | Bartolomeo Ellena   |
|    | Italia (bandiera) | A     | Mario Fiammoi       |
|    | Italia (bandiera) | A     | G. Frassasco        |
|    | Italia (bandiera) | C     | Gianni Garrone      |

| N. |                   | Ruolo | Calciatore        |
| -- | ----------------- | ----- | ----------------- |
|    | Italia (bandiera) | C     | M. Giachino       |
|    | Italia (bandiera) | A     | G. Gilli          |
|    | Italia (bandiera) | A     | C. Gullino        |
|    | Italia (bandiera) | A     | D. Martina        |
|    | Italia (bandiera) | D     | Carlo Omegna      |
|    | Italia (bandiera) | D     | Tomaso Poccardi   |
|    | Italia (bandiera) | A     | Emilio Quarestani |
|    | Italia (bandiera) | P     | Carlo Riposio     |
|    | Italia (bandiera) | A     | Ferdinando Sperti |
|    | Italia (bandiera) | D     | Felice Stabilini  |